# Lhánice
Lhánice (en allemand : Lhanitz) est une commune du district de Třebíč, dans la région de Vysočina, en République tchèque. Sa population s'élevait à 165 habitants en 2020.

## Géographie
Lhánice est arrosée par la Jihlava et se trouve à 9 km au nord-ouest du centre de Moravský Krumlov, à 27,5 km à l'est-sud-est de Třebíč, à 29,7 km à l'ouest-sud-ouest de Brno, à 56 km au sud-sud-est de Jihlava et à 170 km au sud-est de Prague.
La commune est limitée par Senorady au nord et au nord-est, par Biskoupky à l'est, par la Jihlava et les communes de Jamolice et Dukovany au sud, et par Mohelno à l'ouest.

## Histoire
La première mention écrite de la localité date de 1349.

## Transports
Par la route, Lhánice se trouve à 19 km de Moravský Krumlov, à 34 km de Třebíč, à 45 km de Brno, à 67 km de Jihlava et à 196 km de Prague.